# Гротаминарда
Гротаминарда (итал. Grottaminarda) је насеље у Италији у округу Авелино, региону Кампанија.
Према процени из 2011. у насељу је живело 5355 становника. Насеље се налази на надморској висини од 424 м.

## Становништво
| 1951. | 1961. | 1971. | 1981. | 1991. | 2001. | 2011. |
| ----- | ----- | ----- | ----- | ----- | ----- | ----- |
| 7.694 | 7.740 | 7.347 | 7.978 | 8.273 | 8.274 | 8.297 |